# Reaktor fluidalny
Reaktor fluidalny – reaktor chemiczny, który jest reaktorem przepływowym. W reaktorze tym reakcja biegnie w złożu fluidalnym. Reaktory tego typu są stosowane przeważnie do prowadzenia heterogenicznych reakcji ciało stałe – gaz. Stosuje się je w przemyśle w procesach spalania, utleniania rud w piecach fluidyzacyjnych oraz wielu procesach kontaktowych, zwłaszcza gdy katalizator szybko ulega dezaktywacji i trzeba go regenerować. 